# Cymbaria daurica
Cymbaria daurica là loài thực vật có hoa thuộc họ Cỏ chổi. Loài này được L. mô tả khoa học đầu tiên năm 1753.